# 35e brigade de parachutistes
Pour les articles homonymes, voir 35e brigade.
La 35e brigade de parachutistes « Shfifon » (hébreu : חֲטִיבַת הַצַּנְחָנִים, Hativat HaTzanhanim) est une brigade d'infanterie aéroportée de l'armée israélienne. Il s'agit d'une unité sélective, qui accepte les nouvelles recrues après des essais physiques et des entretiens, et composée de volontaires. L'unité constitue une partie importante du corps d'infanterie des forces terrestres israéliennes et a mené des opérations spéciales à partir des années 1950. Les soldats de la brigade portent des bérets marron avec l'insigne du Corps d'infanterie et des bottes rousses.
Dans le cadre d'une tradition de Tsahal propre à la brigade, ses soldats portent une tunique et une ceinture par-dessus leurs chemises. Ils portent également des bérets marron avec l'insigne du corps d'infanterie et des bottes rousses.
L'armée israélienne maintient quatre brigades de parachutistes de réserve (les 55e, 226e et 551e et 646e), dont le personnel enrôlé est constitué de réservistes ayant déjà accompli leur service militaire obligatoire dans la 35e brigade.

## Historique
En 1949, Haim Laskov (en) demande au capitaine Mahal Tom Derek Bowden (en) la création d'une école de parachutistes. Il rédige alors un manuel de formation avec l'aide de sa secrétaire parlant hébreu, Eva Heilbronner, et forme des soldats avec du matériel excédentaire de l'armée britannique. Bowden retourne en Angleterre en 1950,,.
La brigade est créée au milieu des années 1950 lorsque l'unité de commando 101 fusionne avec le 890e bataillon (l'unité de commando aéroporté de Tsahal) afin de former une brigade d'infanterie d'élite. La nouvelle unité est équipée du pistolet-mitrailleur IMI Uzi comme arme principale car il fournit un tir automatique léger, propriétés essentielles pour les unités de reconnaissance et les commandos.
Les objectifs de la création de la brigade de parachutistes reposent sur l'établissement d'une force dirigeante d’élite, l'innovation et l'amélioration des compétences de combat au sein d’autres unités et la formation de futurs commandants et d’officiers militaires.
Le premier commandant de la brigade est Ariel Sharon.
La brigade n'a connu qu'une seule mission aéroportée en combat opérationnel, pendant la guerre du Sinaï de 1956. Au cours de la guerre des Six Jours (1967), les réservistes de cette unité, regroupés dans la 55e brigade de parachutistes (en), ont participé à la prise de Jérusalem, avec la brigade Jérusalem (en), la brigade Harel et le soutien blindé. Les parachutistes de la 55e brigade ont capturé le mur des Lamentations et le mont du Temple, considérés comme un moment historique et le point culminant de la guerre par le public israélien en raison du caractère sacré de ces lieux pour le peuple juif.
Au fil des années, la brigade de parachutistes fut la source de plusieurs futurs chefs d'état-major israéliens, dont Shaul Mofaz, Moshe Ya'alon, Benny Gantz et Aviv Kokhavi.

## Sélection et formation
Le service au sein des parachutistes se base exclusivement sur du volontariat et nécessite un processus de sélection intense de deux jours qui comprend des tests de condition physique ainsi que de préparation émotionnelle, de compétences en leadership et de capacité à coopérer en groupe. Chaque année, la brigade reçoit cinq fois plus de candidats qu'elle ne peut en accepter. Les recrues parachutistes suivent une formation d'un an et plus d'un quart d'entre elles abandonnent.
Le cours de formation comprend un entraînement physique, un entraînement au Krav Maga, des techniques de combat difficiles, une spécialisation dans une large gamme d'armes, de longues marches avec du matériel lourd, des semaines d'entraînement à la survie, y compris la navigation et le camouflage, l'entraînement en hélicoptère, l'entraînement au saut, la collaboration avec d'autres unités, le combat rapproché et la guerre urbaine. Le cours commence par quatre mois de formation de base de l'infanterie, suivis d'une formation avancée qui se termine par une « marche des bérets », où les recrues marchent 80 kilomètres en tenue de combat complète, avant d'être définitivement incorporées dans l'armée israélienne.

## Batailles et opérations

### Opérations de représailles
La brigade de parachutistes joue un rôle clé dans les opérations de représailles (en), une série de raids sur le territoire arabe en réponse aux attaques des fedayin contre Israël. En 1955, le 890e bataillon de la brigade de parachutistes mène l'opération Elkayam (en), attaquant avec succès les positions militaires égyptiennes dans la région de Khan Younès, dans la bande de Gaza. Cette opération est suivie par l'opération Volcan (en), un raid réussi mené par des parachutistes avec l'infanterie des brigades du Nahal et Golani contre des positions militaires égyptiennes à la frontière égypto-israélienne.
Il s'agit de la plus grande opération militaire israélienne depuis la guerre israélo-arabe de 1948 et l'opération Egged (en) plus tard dans l'année, un raid qui détruisit un poste militaire égyptien dans le Sinaï. En décembre 1955, des parachutistes renforcés par l'infanterie des brigades du Nahal et Guivati mènent l'opération Feuilles d'olivier (en), une attaque contre l'artillerie syrienne le long de la frontière. En 1956, une force de parachutistes mène l'opération Flèche noir (en), attaquant une base militaire égyptienne à Gaza et tendant une embuscade à un convoi de secours militaire égyptien.

### Campagne du Sinaï (1956)

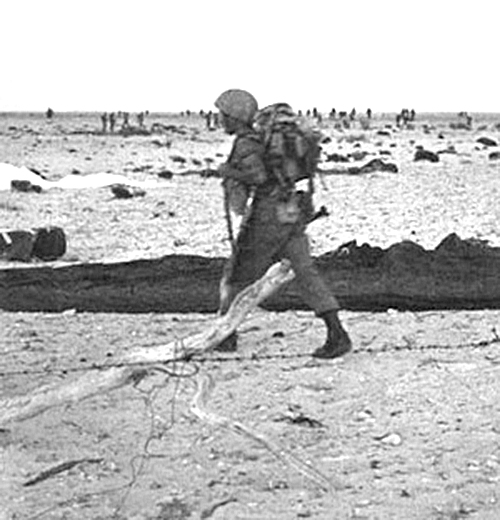
Parachutiste israélien sur le col de Mitla pendant la crise de Suez.

La crise de Suez commence avec le largage d'un bataillon entier de parachutistes au-dessus des approches orientales du col de Mitla. Les membres de la brigade transitent le long d'une route de 300 mètres de dénivelé, pénétrant sur 200 km à l'intérieur du territoire ennemi. Cette percée se déroule sur 28 heures, au cours desquelles la colonne traverse une zone désertique et livre deux courtes (mais féroces) batailles contre les forces égyptiennes à Thamad et Nakhl.
L'action aéroportée la plus importante au cours de la campagne est la bataille du col de Mitla. Une patrouille de reconnaissance parachutiste entrant dans le col se retrouve piégée par une force ennemie écrasante. Les Égyptiens bénéficient d'un avantage topographique, combattant depuis des positions et des niches situées dans des terrains supérieurs. Les renforts en infériorité numérique entrant dans la mêlée tentent désespérément de sauver leurs camarades. Après la tombée de la nuit, les Égyptiens sont finalement mis en déroute, mais au prix de 38 parachutistes morts et de plus de 100 blessés. Les pertes adverses sont estimées à 260.
Les parachutistes sautent de nouveau pendant la campagne du Sinaï, à At-Tur, sur la rive sud-est du golfe de Suez. Le reste de la brigade procède par voie terrestre pour conquérir Ras Sudr afin de rejoindre le reste de l'unité à At-Tur. Les soldats transitent ensuite vers le sud-est jusqu'à Charm el-Cheikh, à l'extrémité sud de la péninsule du Sinaï, qu'ils conquièrent dans un mouvement en tenaille en coordination avec la 9e brigade se déplaçant vers le sud-ouest. Après la fin de la guerre, les unités parachutistes se concentrent sur la réorganisation et la formation en mettant l'accent sur les opérations par hélicoptère.
Au moins 49 prisonniers de guerre égyptiens sont exécutés par la brigade des parachutistes. L'officier Arye Biro ordonna les exécutions, car « nous devions nous rendre à Ras Sudr ».

### Guerre des Six Jours (1967)

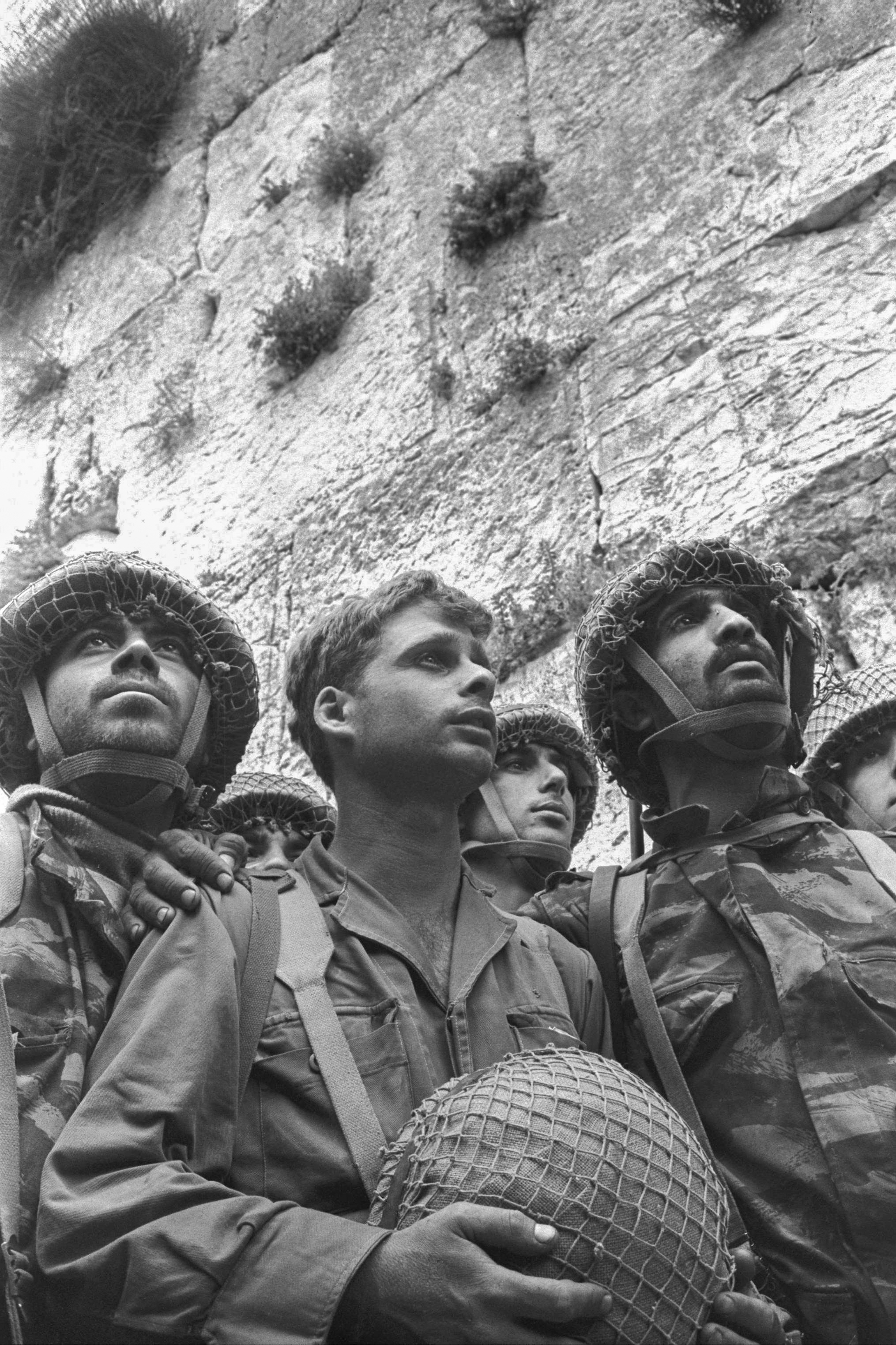
Parachutistes israéliens atteignant le Mur occidental le 7 juin 1967.

Durant la guerre des Six Jours, les parachutistes, dont l'ORBAT s'était alors considérablement accru en nombre, combattent sur tous les fronts : la péninsule du Sinaï, la Judée, la Samarie et le plateau du Golan. Les parachutistes et les blindés percent les positions de Rafah, fortement défendues par la 7e division égyptienne par derrière, l'unité subissant de lourdes pertes. De nombreux soldats sont également tués au combat lors de l'évacuation des blessés. Le lendemain, l’unité entre à Gaza. Les forces parachutistes sous le commandement de Danny Matt, effectuent un débarquement en hélicoptère sur les positions d'artillerie d'Um Katef, sur la ligne arrière de l'ennemi.
Les parachutistes de reconnaissance Sayeret Tzanhanim sur des jeeps équipées de fusils sans recul de 106 mm mènent une campagne de destruction contre les formations blindées égyptiennes. Au cours de la bataille du pont de Firdan, les parachutistes détruisent des dizaines de chars T-55 directement depuis le cargo dans le port d'Alexandrie.

### Guerre d'usure (1968-1973)
Après la guerre des Six Jours, les parachutistes participent à des opérations de poursuite et de représailles contre les infiltrés égyptiens et se retrouvent impliqués dans la guerre d'usure sur différents fronts. Le 21 mars 1968, des parachutistes et des blindés attaquent un quartier général à Karame, en Jordanie, tuant 250 soldats jordaniens. Le 12 décembre 1968, une force de parachutistes héliportés attaquent l'aéroport de Beyrouth et détruit des avions libanais. Le raid est lancé en réponse aux attaques terroristes répétées contre des avions israéliens. Le 23 décembre 1969, des parachutistes participent à l'opération Rooster 53 (en).
En janvier 1970, la brigade mène l'opération Rhodes (en), prenant le contrôle de l'île égyptienne de Shadwan. Trois soldats israéliens sont tués lors du raid qui vit les parachutistes rester sur l'île pendant 36 heures avant de repartir avec 62 prisonniers de guerre égyptiens et un radar Decca capturé.
Le 12 mai 1972, un avion de ligne de la Sabena détourné (en) atterrit à l'aéroport israélien de Lod (aujourd'hui Ben Gourion). Les parachutistes déguisés en techniciens de vol d'El-Al attaquent l'avion et sauvent les passagers.
Dans la nuit du 9 avril 1973, au cours d'un raid israélien au Liban (en), une force sélectionnée de parachutistes dirigée par le chef d'état-major, le lieutenant général Amnon Lipkin-Shahak (en), atterrit dans différents endroits à Beyrouth et dans ses environs, où, selon des rapports étrangers publiés, ils ont rejoint des voitures en attente louées par des agents du Mossad. Selon ces sources, les soldats traversent la capitale sans éveiller les soupçons.
Ils attaquent simultanément le siège du front populaire de libération de la Palestine et les résidences de trois hauts dirigeants de l'OLP responsables du massacre des athlètes israéliens perpétré par le Fatah et Septembre noir à Munich en 1972. La surprise est totale et malgré une résistance acharnée au quartier général, toutes les équipes réussissent à mener à bien leurs missions et sont extraites par les hélicoptères de l'armée de l'air israélienne. Deux soldats israéliens et des dizaines de combattants du FPLP sont tués au cours des combats.

### Guerre du Kippour (1973)

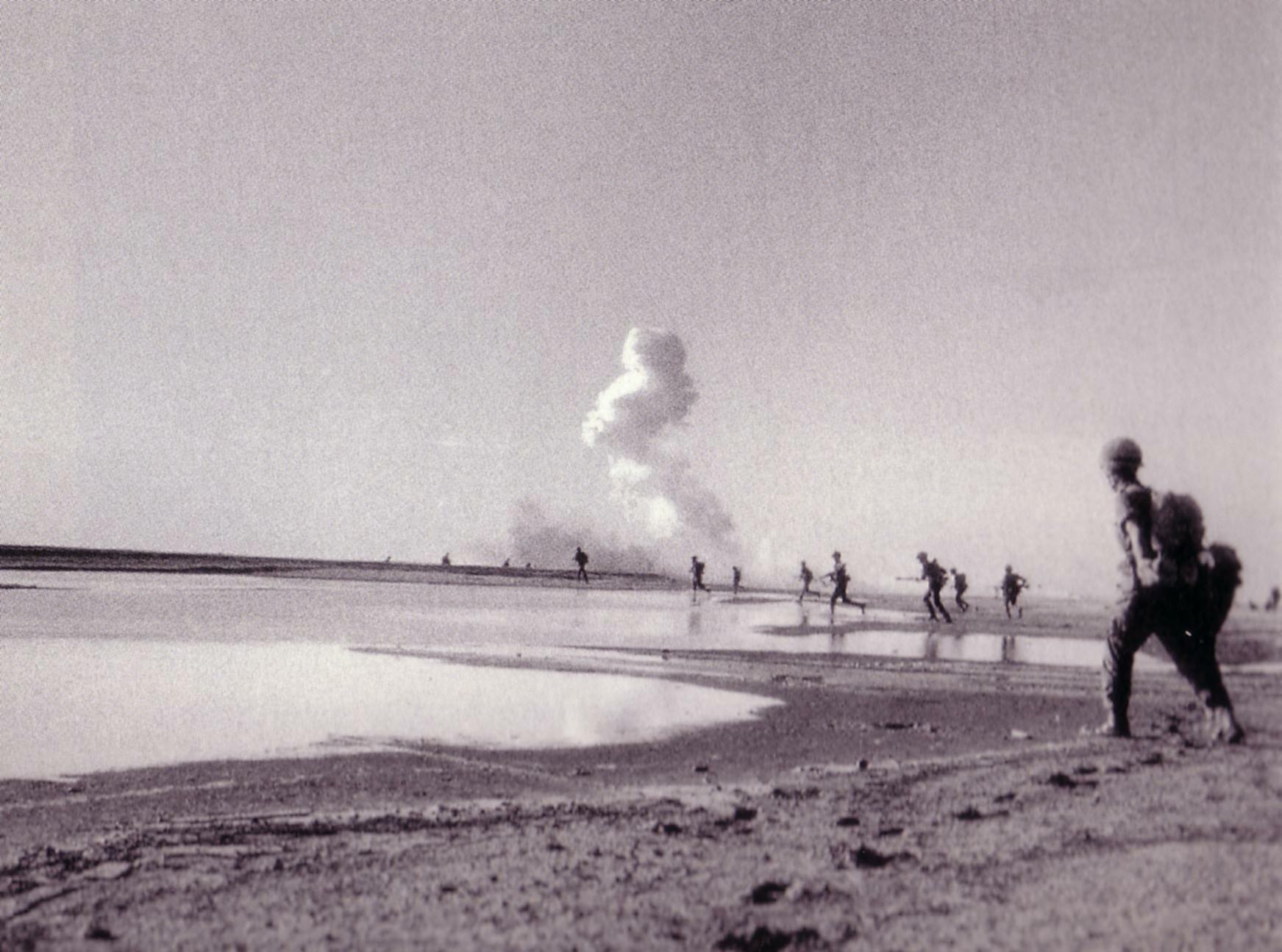
Parachutistes israéliens progressant dans le Sinaï pendant la guerre du Kippour.

La guerre du Kippour vit les parachutistes se battre dans certaines des batailles les plus difficiles de la guerre. Dans le Sinaï, des parachutistes affectés à des unités blindées capturent l'avant-poste assiégé « Budapest », détruisant les forces égyptiennes. Des parachutistes armés de missiles LAW aident également à contenir une poussée blindée égyptienne.
Sur la rive ouest du canal de Suez, les parachutistes combattent dans la ville de Suez et avancent jusqu'à la ville d'Ismaïlia. Sur le front syrien, les parachutistes capturent les sommets du mont Hermon lors d'une opération héliportée. D'autres troupes conquièrent Quneitra sur les hauteurs du Golan et Tel Shams et agissent comme infanterie blindée lors de l'avancée en territoire syrien. Après la guerre du Kippour, les parachutistes et autres unités d'infanterie sont placés sous le commandement d'un officier en chef des parachutistes et de l'infanterie.
Au cours d'une opération connue sous le nom d'opération Chemise de nuit, des soldats sont largués dans une clairière herbeuse près de Kasr al-Hayr sur la route principale Bagdad-Damas. Ils se dirigent vers un pont où une brigade de chars irakiens T-62 s'apprête à traverser le champ de bataille du plateau du Golan. Les parachutistes attaquent les blindés irakiens de front, provoquant un goulot d'étranglement. Les parachutistes de l'unité attaquent la brigade piégée par l'arrière avec des tirs de mitrailleuses et de RPG, la détruisant.
Les parachutistes placent ensuite des charges explosives sous un pont où sont amassés plusieurs chars irakiens hors de combat, avant de le faire dynamiter. Cela empêchera de cruciaux renforts irakiens d'atteindre le front du plateau du Golan, détruisant au passage une brigade de chars irakiens. L'opération Nightgown est l'une des plus petites opérations spéciales israéliennes jamais montées et aussi l'une des plus importantes. Une douzaine de parachutistes ont détruit la brigade de chars irakienne.

### OpérationEntebbe(1976)
Le matin du 4 juillet 1976, une mission antiterroriste de sauvetage d'otages dirigée par le général de brigade Dan Shomron réussit à sauver 102 passagers et membres d'équipage d'un avion d'Air France détourné à Entebbe, en Ouganda. La force des parachutistes, dirigée par le colonel Matan Vilnai, a pour mission de sécuriser le terrain de l'aéroport civil, de dégager et de sécuriser les pistes, de protéger et de ravitailler en carburant les avions israéliens. Les commandos, transportés dans quatre avions de transport Lockheed C-130 Hercules, réussissent à atterrir sans être détectés à l'aéroport d'Entebbe et à prendre par surprise les pirates de l'air et leurs collaborateurs ougandais. Les sept pirates de l’air et des dizaines de soldats ougandais sont tués au cours de la mission.

### OpérationLitani(1978)
Les parachutistes participent à l'invasion du Liban en 1978, menée après le tristement célèbre massacre de la route côtière, qui a temporairement purgé le sud du Liban des terroristes de l'OLP. Après le retrait de Tsahal et le retour des attaques sporadiques, les parachutistes participent à des raids préventifs contre des bases au Liban, raids destinés à maintenir les terroristes déstabilisés et « en fuite », les empêchant ainsi de mener leurs opérations en Israël.

### Guerre du Liban de 1982 (1982-1985)

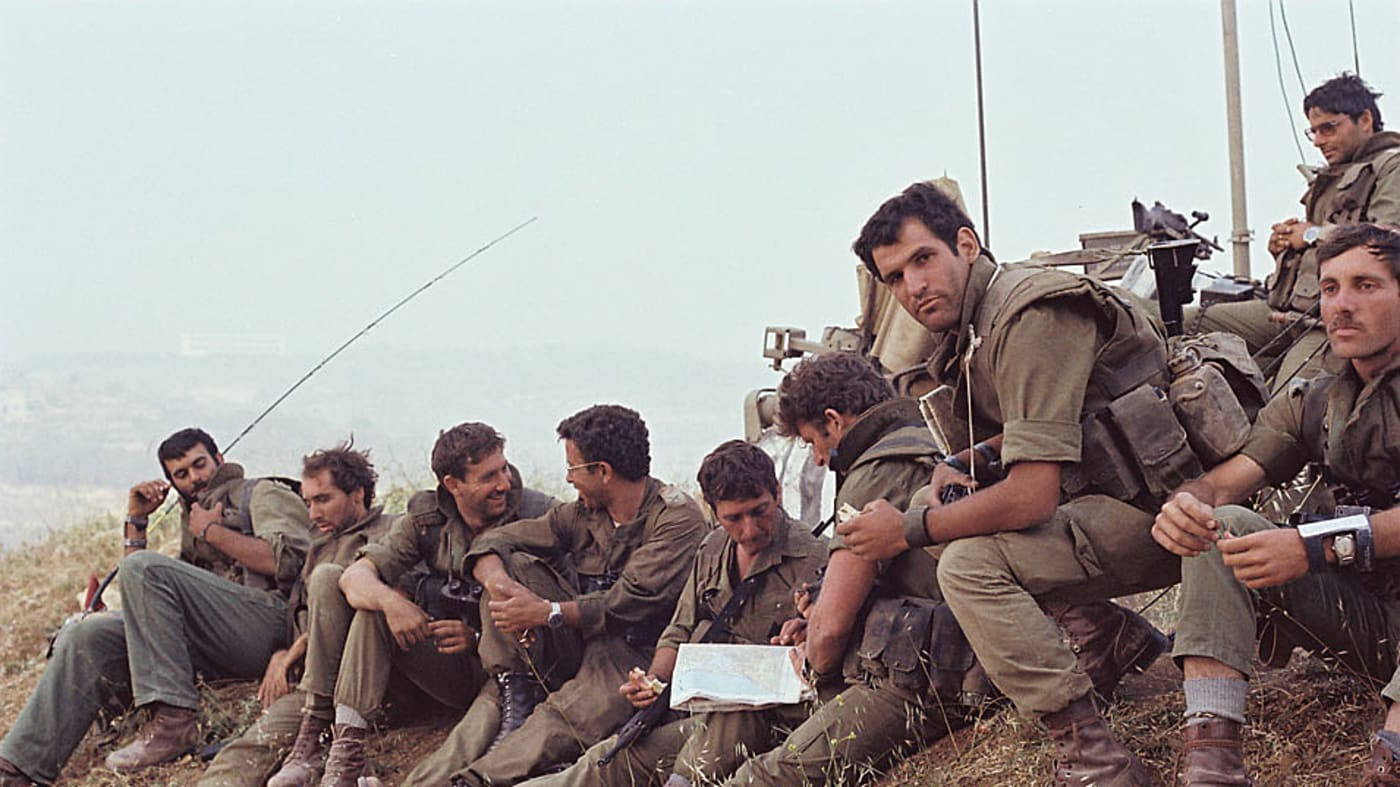
Les parachutistes faisant une pause pendant la guerre du Liban en 1982.

Les parachutistes ont été un élément important de la guerre du Liban de 1982. Ils ont combattu dans tous les secteurs de la guerre contre les troupes et les parachutistes syriens, aussi bien dans les zones urbaines que montagneuses et ayant opéré efficacement et en pleine coordination avec d’autres corps, la marine et l’armée de l’air.
L'une des opérations les plus connues est le débarquement amphibie à l'embouchure du fleuve Awali, au nord de Saïda, où les soldats ont avancé jusqu'aux abords de Beyrouth à travers les montagnes. Dans leur avancée, ils ont engagé les forces de commandos syriens.

### Seconde Intifada
Les parachutistes jouent un rôle clé dans la seconde intifada, notamment en participant à l'opération Rempart, prenant part à la bataille de Jénine (en) et à la bataille de Naplouse (en).

### Guerre de Gaza de 2008-2009

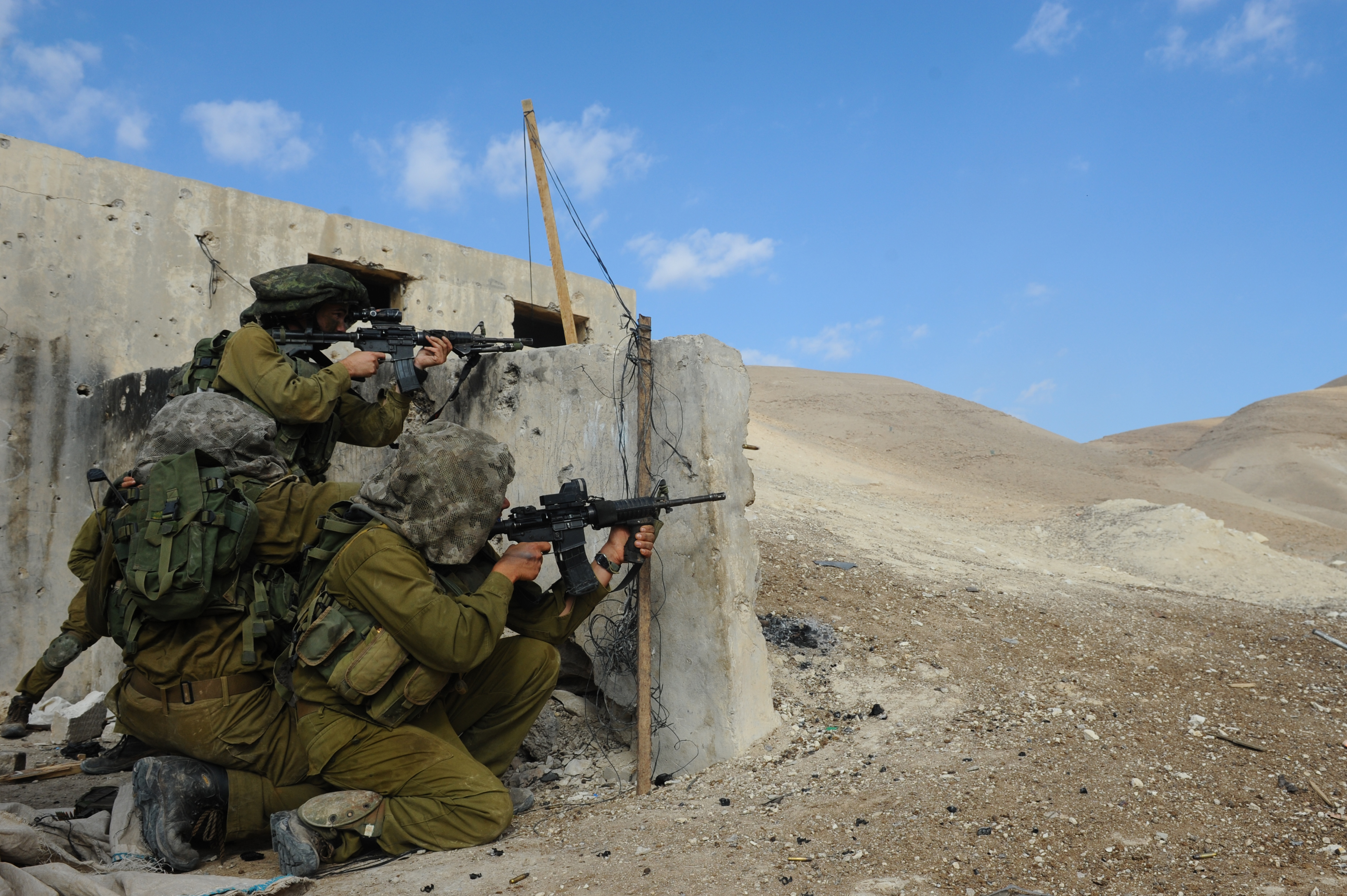
Parachutistes de reconnaissance en formation.

Les parachutistes participent aux opérations terrestres de la guerre de Gaza de 2008-2009. La brigade est une composante importante pendant la guerre,.

### Guerre du Liban de 2006
La brigade est active lors de la guerre du Liban en 2006. Les unités de parachutistes sont engagées dans la bataille de Maroun al-Ras, la première bataille sérieuse de la guerre, qui s'achève par la capture de la majeure partie de la ville par Tsahal. Les parachutistes participent également à la bataille de Bint Jbeil, à la bataille d'Ayta ash-Shab et à l'opération Changement de Direction 11 (en).

### Guerre de Gaza de 2014

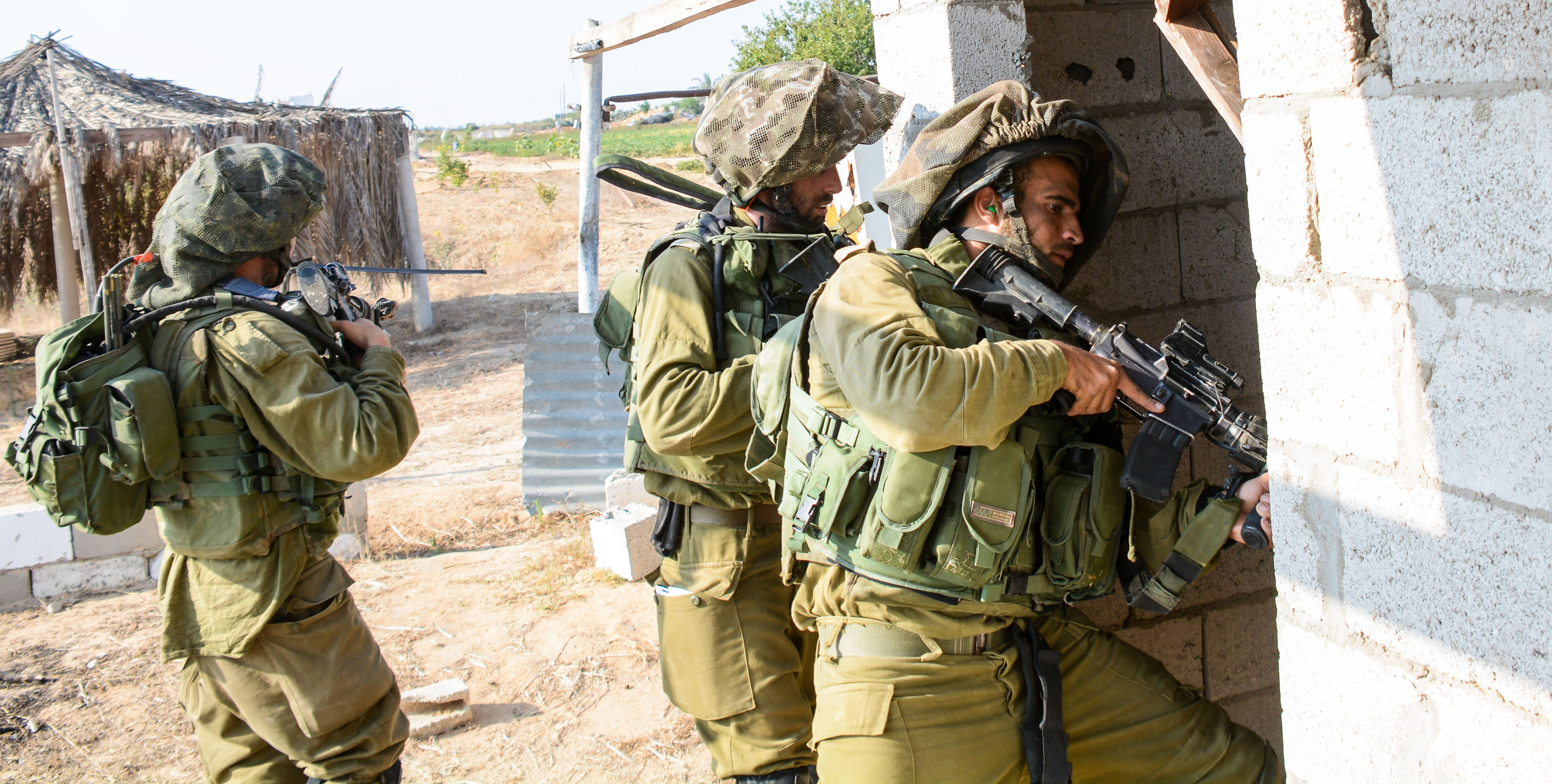
Parachutistes à Gaza pendant la guerre de Gaza de 2014.

Pendant la guerre de Gaza de 2014, la brigade participe à des opérations terrestres, notamment dans la région de Khan Younès. Elle est créditée de l'élimination de 141 combattant du Hamas et d'avoir localisé quatre tunnels de combat pendant la guerre. Huit parachutistes sont tués pendant cette période, dont un dans l'explosion d'une grenade,,,,.

### Guerre à Gaza depuis 2023
L'unité est engagé dans la guerre à Gaza en 2023-2024.

### Occupation israélienne en Syrie depuis 2024

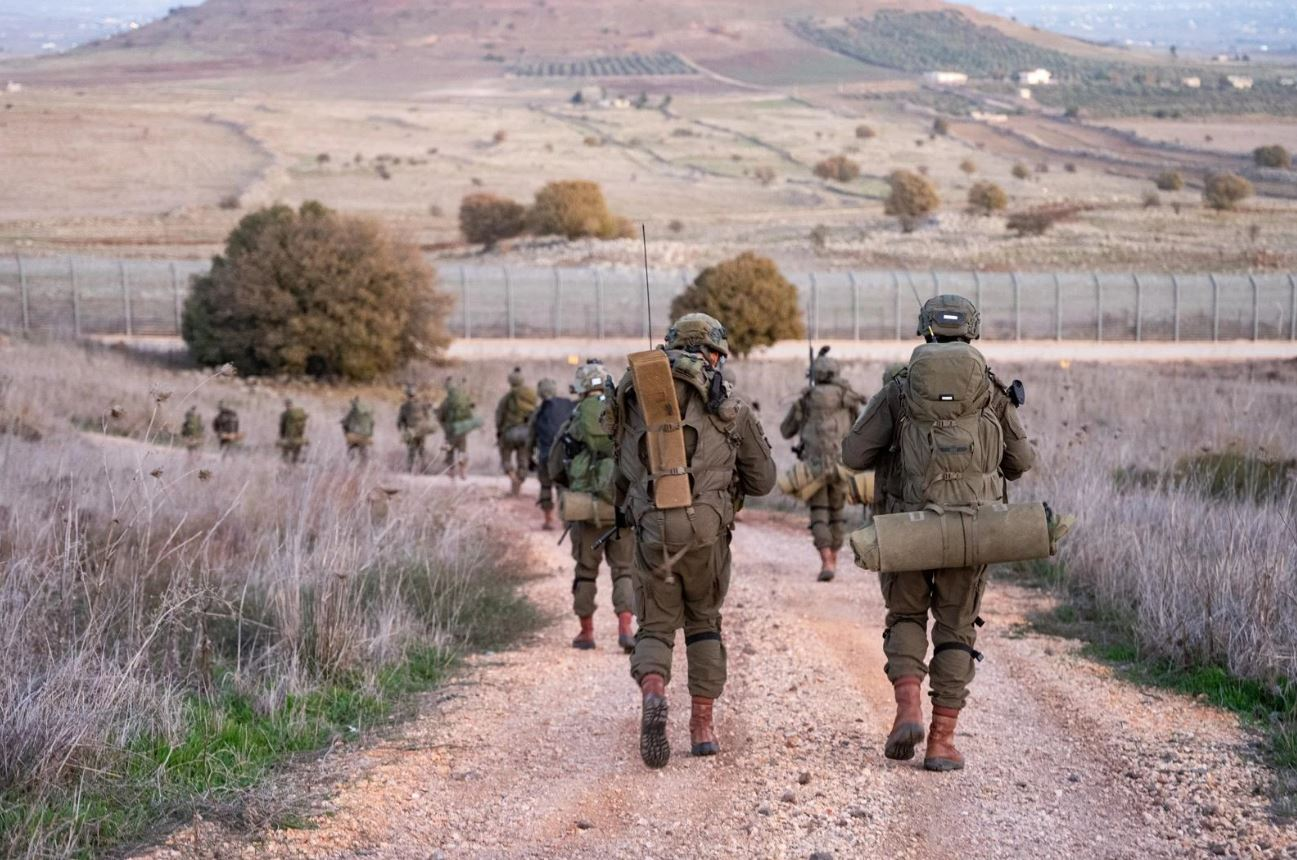
Soldats israéliens de la 35e brigade de parachutistes sur le plateau du Golan, en décembre 2024.

La brigade participe à l'offensive israélienne en Syrie fin 2024 à la suite de chute du régime d'Assad en décembre 2024.

## Organisation et insignes

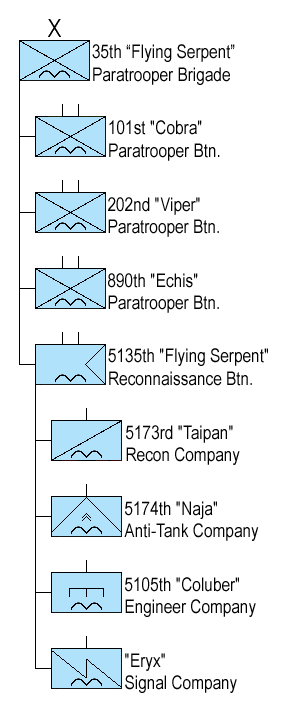
Structure de la brigade.

La 35e brigade de parachutistes fait partie de la 98e division de Tsahal, également connue sous le nom de « Formation de feu ». Elle se compose de trois bataillons réguliers, chacun portant le nom d'un serpent venimeux. Le 101e, portant le numéro de l'unité 101 dissoute, est le premier bataillon de la brigade, suivie par le 202e bataillon. Le 890e, bien qu'étant le troisième bataillon de l'unité, est en fait le premier bataillon de parachutistes de Tsahal. La brigade opère un bataillon Sayeret combinant les trois unités spécialisées de la brigade.
Les soldats de la brigade de parachutistes se distinguent par leur béret rouge, leurs ailes de parachutiste, leurs bottes en cuir brun rougeâtre et leur tunique de parachutiste (Yerkit), qui diffère légèrement en apparence des tenues d'infanterie régulières.

### Organisation
- 35e brigade de parachutistes « Shfifon »
  -     - 101e bataillon de parachutistes « Peten »
    - 202e bataillon de parachutistes « Tzefa »
    - 890e bataillon de parachutistes « Ef'a »
    - 5135e bataillon de reconnaissance « Seraf »

  - Bataillon logistique
  - Compagnie de transmissions[27]

### Armes et équipements
La brigade de parachutistes utilise la carabine M4.

## Mémoriaux
Le mémorial principal est situé entre Guedera et Rehovot, à 1,5 kilomètres à l'ouest de la base aérienne de Tel Nof sur la route nationale . Le mémorial de la Flèche Noire (en hommage aux opérations spéciales menées par les parachutistes) est situé près du kibboutz de Mefalsim (en). Près du moshav de Shtula, le Givat Harabatim commémore les soldats tombés au combat lors de la guerre du Liban de 1982.